# Criminal Activities
Criminal Activities filme policial de suspense produzido nos Estados Unidos, dirigido por Jackie Earle Haley e lançado em 2015.